# Lajes das Flores (freguesia)
Lajes das Flores es una freguesia portuguesa perteneciente al concejo de Lajes das Flores, situado en la Isla de Flores, Región Autónoma de Azores. Posee un área de 18,45 km² y una población total de 540 habitantes (2001). La densidad poblacional asciende a 29,3 hab/km².